# 우즈베키스탄 풋살 국가대표팀
우즈베키스탄 풋살 국가대표팀은 우즈베키스탄을 대표하는 풋살 국가대표팀이다.

## 주요 경기 기록

### FIFA 풋살 월드컵
- 1989년 - 예선 탈락
- 1992년 - 예선 탈락
- 1996년 - 예선 탈락
- 2000년 - 예선 탈락
- 2004년 - 예선 탈락
- 2008년 - 예선 탈락
- 2012년 - 예선 탈락
- 2016년 - 조별예선
- 2021년 - 16강
- 2024년 - 조별예선

### AFC 풋살 선수권 대회
- 1999년 - 조별예선
- 2000년 - 조별예선
- 2001년 -
- 2002년 - 8강
- 2003년 - 8강
- 2004년 - 4위
- 2005년 -
- 2006년 -
- 2007년 -
- 2008년 - 8강
- 2010년 -
- 2012년 - 8강
- 2014년 -
- 2016년 -
- 2018년 -
- 2022년 -
- 2024년 -

### 실내 무도 아시안 게임
- 2005 -
- 2007 -
- 2009 -
- 2013 - 8강

## 같이 보기
- 우즈베키스탄 축구 국가대표팀
- 우즈베키스탄 U-23 축구 국가대표팀